# Château de Montbard
Le château de Montbard est situé à Montbard, en Côte-d'Or (Bourgogne-Franche-Comté). Ce qui subsiste du château fort de la fin du XIIIe ou du début du XIVe siècle a été transformé au XVIIIe siècle par Buffon en un parc de trois hectares, le « parc Buffon ». Aujourd'hui le château fait partie de l'ensemble musée-site Buffon.

## Historique
Les premières mentions du château remontent au dernier quart du XIe siècle. Construit à l'époque féodale, un château de bois est édifié sur une motte rocheuse, qui est un poste d'observation stratégique à l'intersection des vallées menant de Paris, Dijon et Semur-en-Auxois. La ville commence alors à se développer.
Son premier seigneur, Bernard Ier de Montbard (1040-1103), est le père d'André de Montbard, un des neuf fondateurs de l'ordre du Temple et cinquième maître de l'Ordre, et de sainte Alèthe de Montbard, mère de saint Bernard de Clairvaux.
En 1119, Bernard de Clairvaux, réformateur et important promoteur de l'ordre cistercien (ou ordre de Cîteaux) fonde l'abbaye de Fontenay à 10 km à l'est de Montbard.
En 1189, Hugues III, duc de Bourgogne échange avec les seigneurs de Montbard son château d'Époisses avec celui de Montbard ; l'ancienne famille féodale de Montbard n'a donc plus Montbard, mais continue, avec d'autres fiefs (cf., aux alentours de 1200, André III de Montbard, seigneur d’Époisses).
Au XIIIe siècle, le duc de Bourgogne Hugues IV débute la transformation du château en une première forteresse, dont on conserve aujourd'hui quelques maçonneries sur le flanc est. Entre 1300 et 1340, les ducs de Bourgogne l'entourent d'un rempart et érigent des tours défensives, dont ne subsistent aujourd'hui que celles de l'« Aubespin » et de « Saint-Louis ». La chapelle du château de Montbard porte quant à elle le vocable de saint Louis.
Durant le XVe siècle, le château est un lieu de fréquents séjours des ducs Valois de Bourgogne de l'État bourguignon. Par procuration de Pierre de Fontenay, Anne de Bourgogne épouse Jean de Lancastre, duc de Bedford, dans la chapelle du château. Le mariage fut célébré le 13 avril 1423 par Jean de Laignes, abbé de Fontenay.
En 1477, après la disparition du duc Charles le Téméraire, le fief passe aux mains du roi Louis XI, qui en donne la gestion à différentes familles, en fonction de ses grâces et disgrâces. Il y installe d'abord le maréchal de Bourgogne Philippe de Hochberg, dont la fille héritière Jeanne de Hochberg épouse en 1504 le duc Louis Ier d'Orléans-Longueville. Cinquante ans plus tard, le fief passe au duc Philippe de Savoie-Nemours par mariage de la fille du précédent.
En 1687, il est mis en adjudication et c'est l'abbé Lorin, le curé de Montbard, qui se présente comme le plus haut enchérisseur.
Au XVIIIe siècle les textes décrivent une construction à l'abandon et partiellement en ruine.
En 1718, le père de Buffon, Benjamin-François Leclerc, achète les droits seigneuriaux de la châtellenie de Montbard, grâce à un héritage reçu par son fils. Après le remariage de son père en 1732, Georges-Louis Leclerc de Buffon (né à Montbard en 1707-† 1788 à Paris ), désireux de bénéficier de son héritage, l'attaque en justice. Il en profite pour demander au roi la gestion du château. Il en obtiendra l'autorisation en 1733.

## Parc Buffon

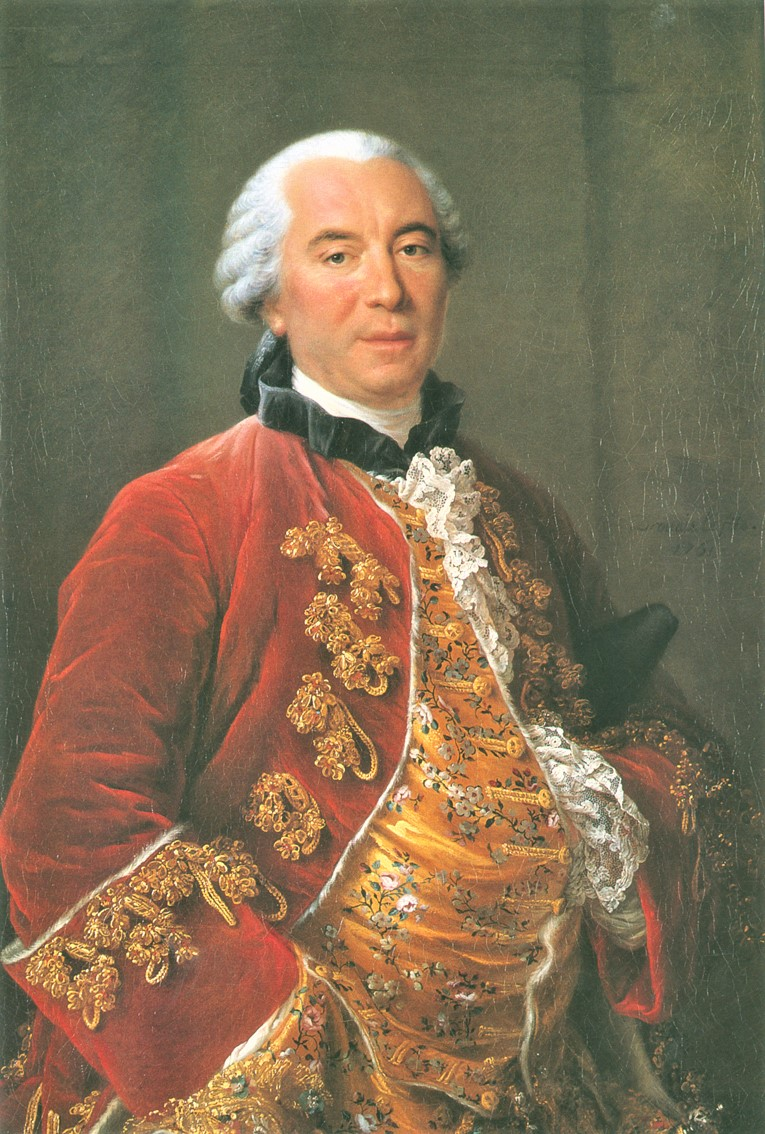
Georges-Louis Leclerc de Buffon.

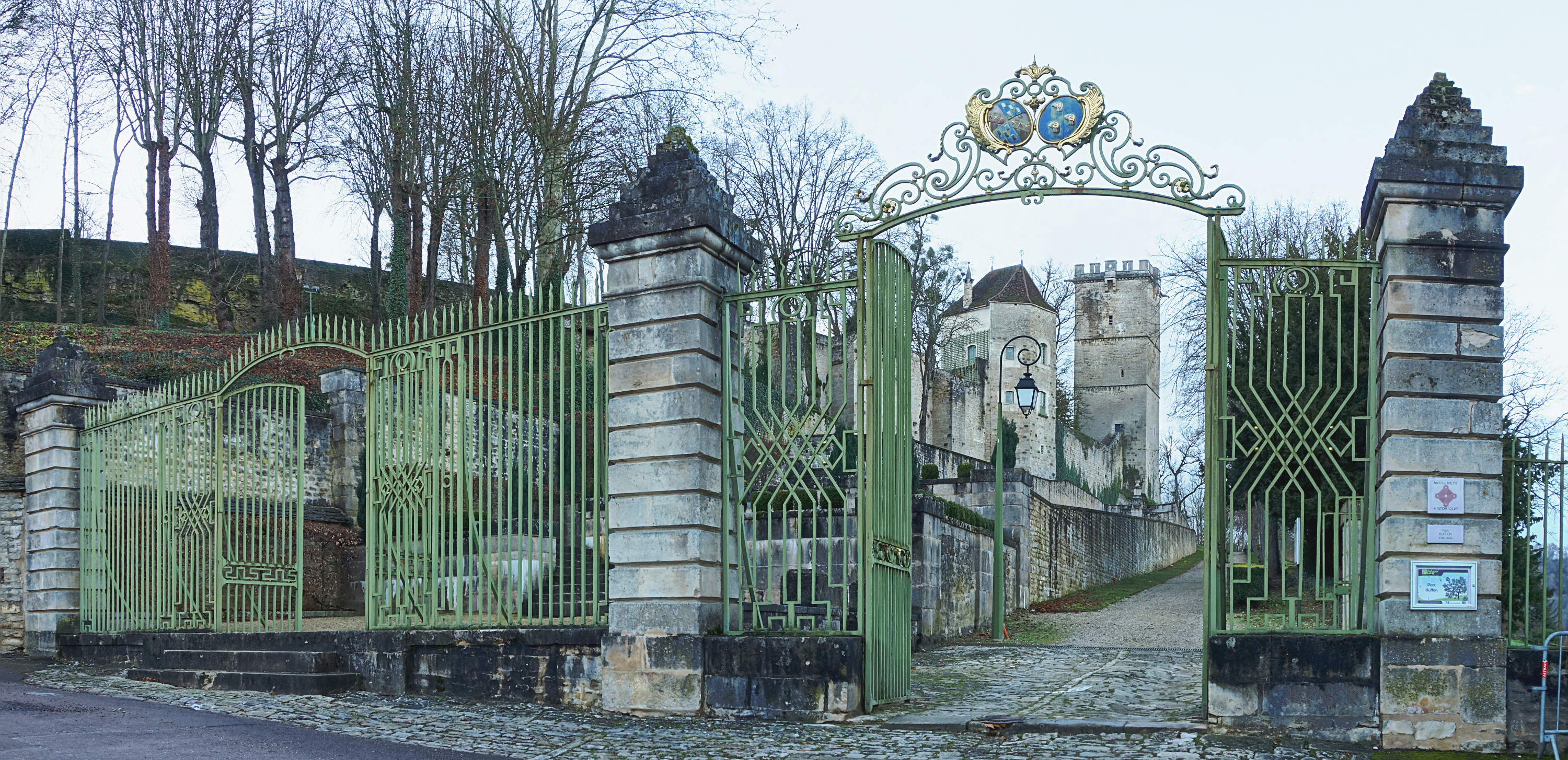
Entrée principale du parc Buffon.

Entre 1733 et 1742, le naturaliste Georges-Louis Leclerc de Buffon annexe le château par engagement. Le château est à l'abandon et en partie en ruine. Buffon engage de nombreuses modifications. Il remplit l'intérieur du rempart avec un mélange de terre et des pierres du château pour créer un unique niveau. Il rabaisse les remparts et modifie la tour Saint-Louis. Il ne touchera pas à l'église Saint-Urse ni à la tour de l'Aubespin, ancienne tour maîtresse (donjon) de plan polygonal et dont l'appareil présente des blocs à bossage dispersés sur les façades. Au sommet on a installé des mâchicoulis. À l'intérieur elle a quatre niveaux voûtés sur ogives.
Le parc est aménagé autour de quatorze terrasses organisées en jardin à la française et à l'italienne. Des arbres, des fleurs et des animaux des différents continents agrémentent le lieu.
Buffon s'établit en partie à l'hôtel de Buffon, au Petit Fontenet voisin, et dans la tour Saint-Louis qu'il fait diminuer d'un étage pour installer sa bibliothèque. Buffon fait également construire un cabinet de travail sur le rempart ouest. Il y passe une grande partie de sa journée à rédiger de 1749 à 1788 son Histoire naturelle, à laquelle vont collaborer entre autres Louis Jean-Marie Daubenton ou Bernard-Germain de Lacépède. Le philosophe Jean-Jacques Rousseau (1712-1778) s'agenouillera devant l'entrée en signe d'admiration.
En 1768, il fonde les forges de Buffon — une des plus importantes entreprises métallurgiques de son temps — à Buffon, à 3 km au nord-ouest de la ville. En 1774, le roi Louis XV le fait premier comte de Buffon.
En 1870, la ville de Montbard rachète le château, une nouvelle fois à l'abandon. La municipalité le transforme en parc public. Aujourd'hui, le parc est également une réserve LPO.
La tour du château (dite Tour de l'Aubespin) fait l'objet d'un classement au titre des monuments historiques par la liste de 1862, tandis que le château et son parc sont classés site naturel classé et monuments historiques depuis 1947.

## Musée Buffon
Situé dans les anciennes écuries, en contrebas de l'entrée principale du parc, le musée Buffon retrace l'évolution de la science à la période charnière que sont les Lumières. Du cabinet de curiosité à l'héritage des travaux menés par Buffon et Daubenton, le musée offre une collection diversifiée, notamment avec les originaux des 44 volumes de l'Histoire naturelle ou des instruments scientifiques.
Le musée propose également des expositions tout au long de l'année en rapport avec l'histoire du site.
Un projet de transfert du musée dans l'hôtel Buffon est en cours d'étude.

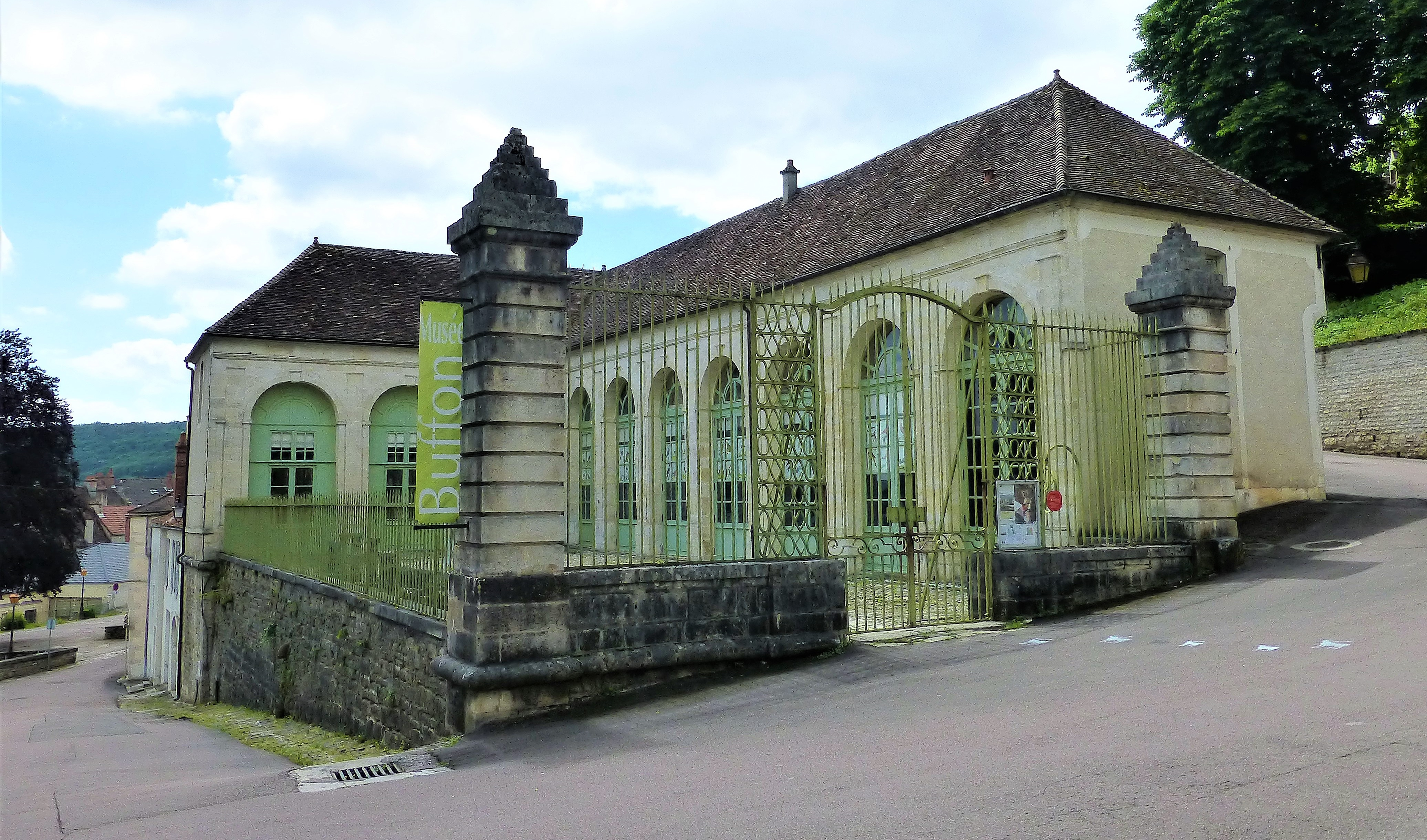
L'entrée du musée Buffon.
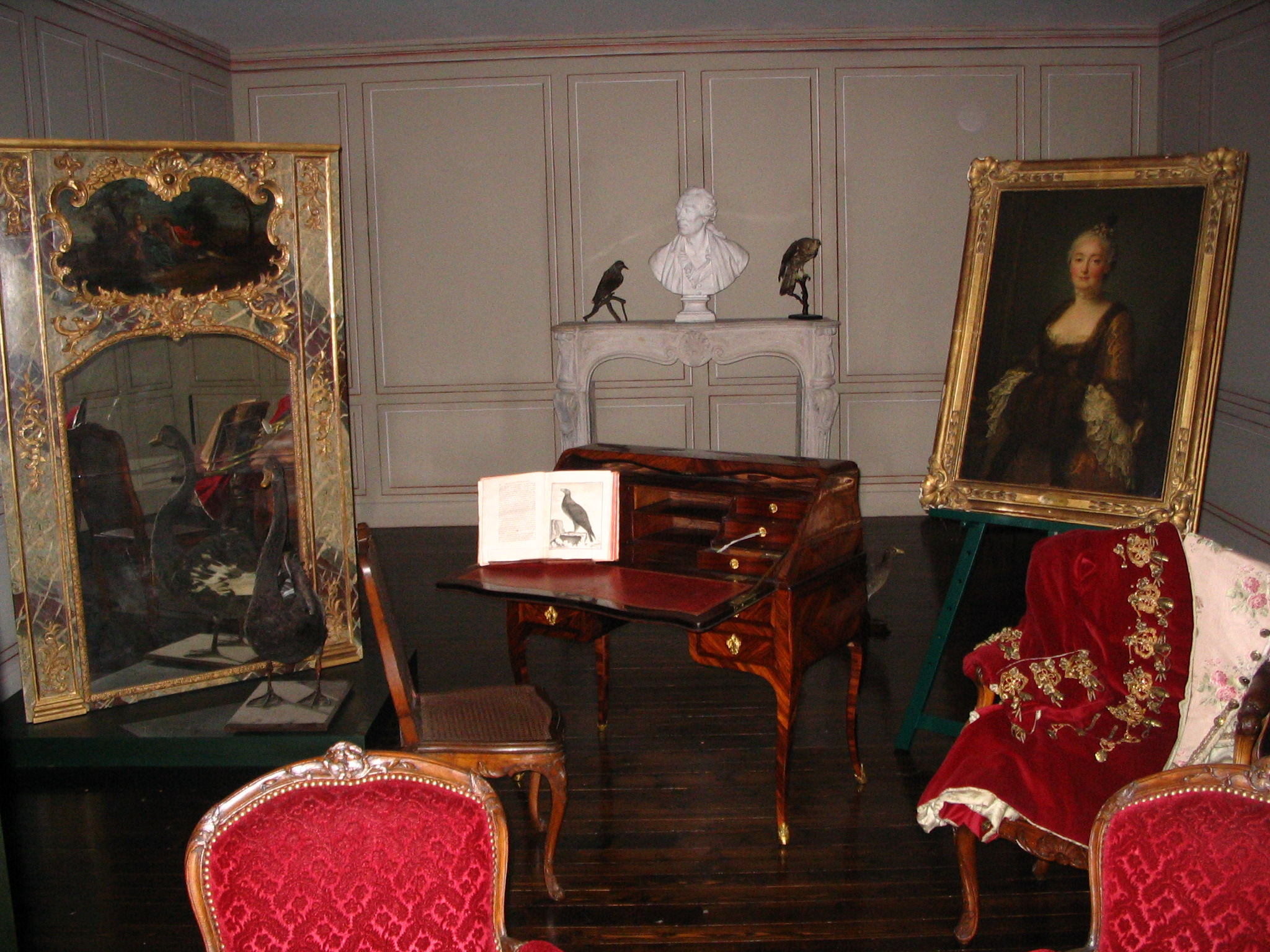
Musée Buffon.
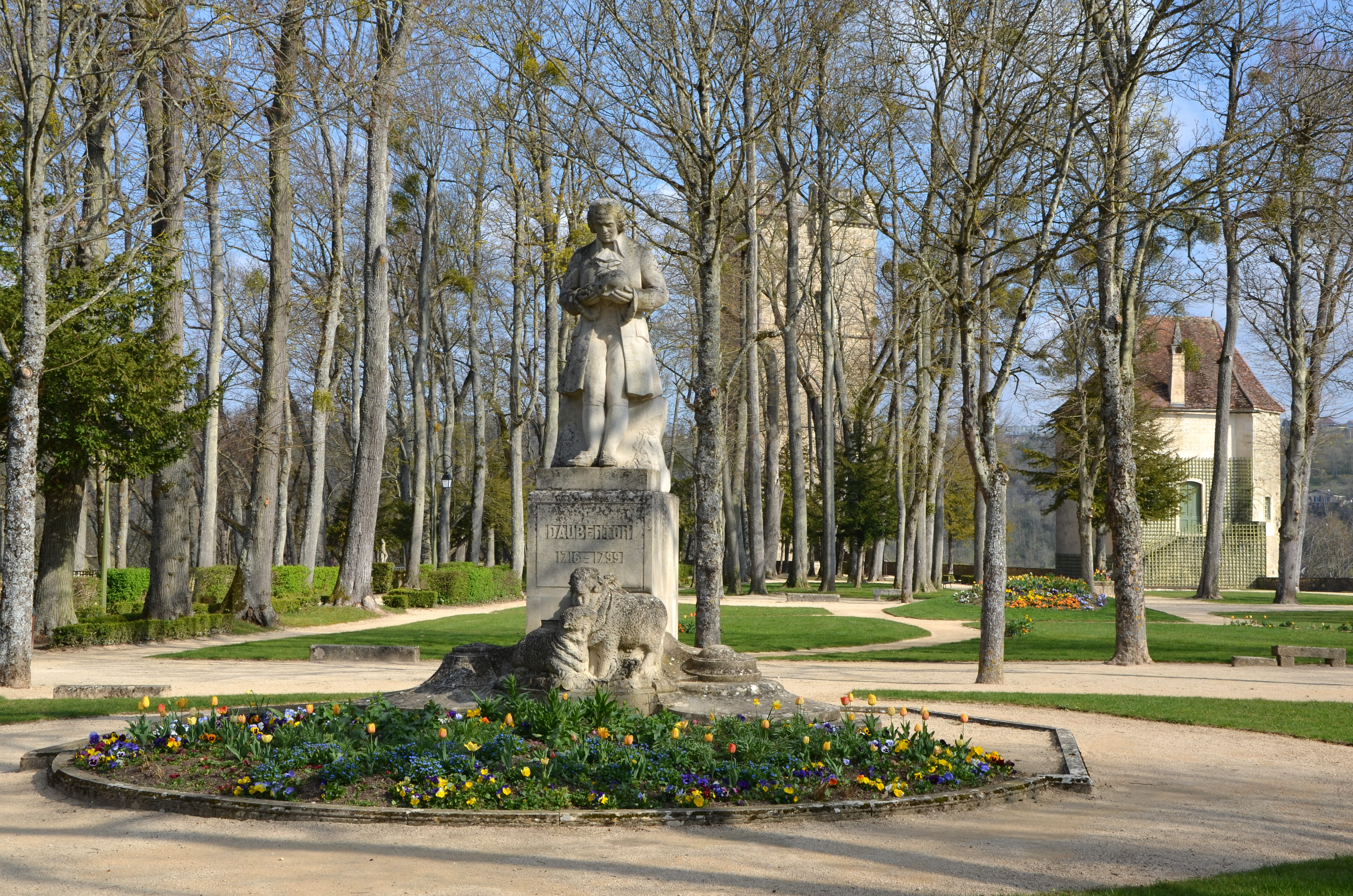
Statue du naturaliste Louis Jean-Marie Daubenton.
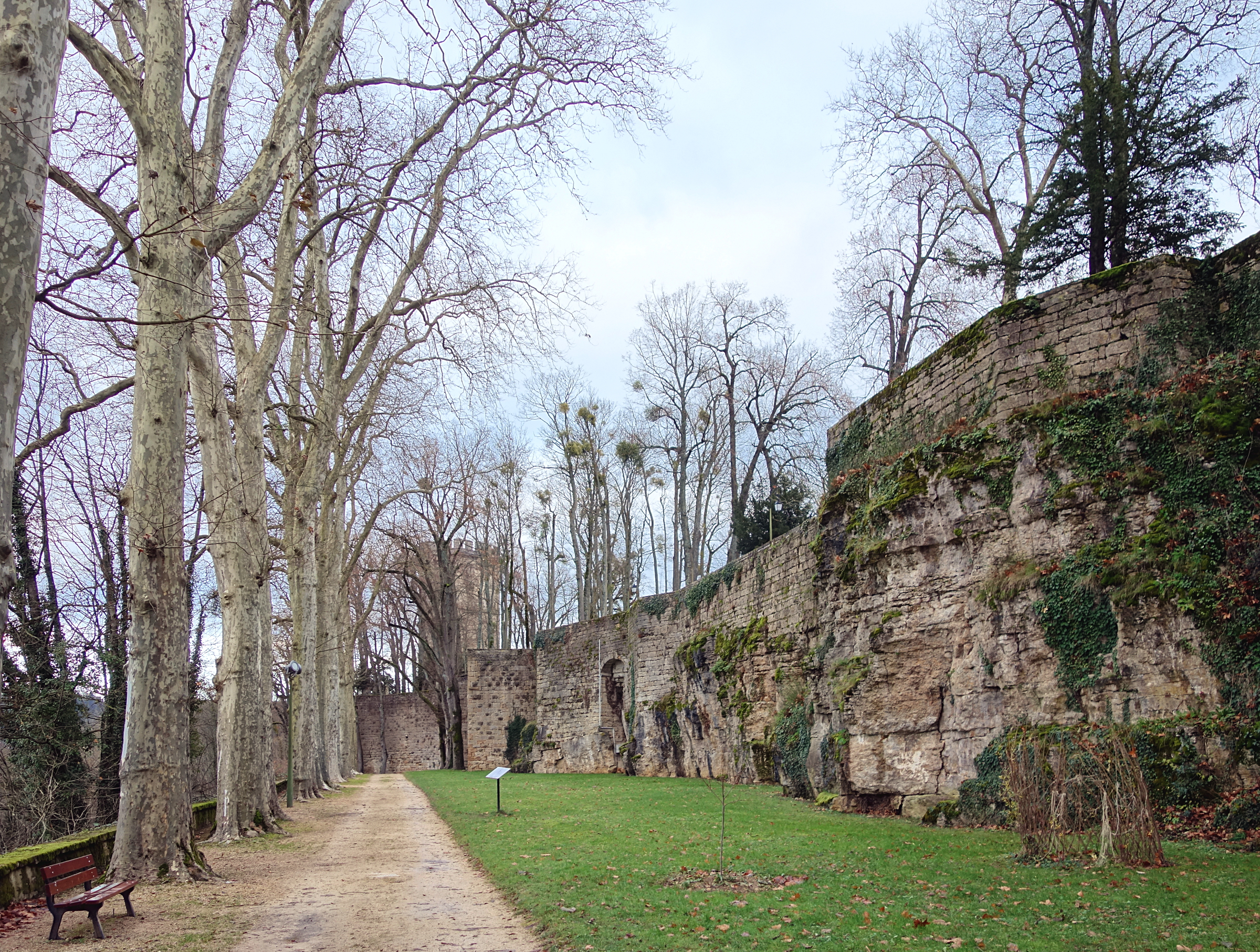
Promenade au pied de la première enceinte.